# Kristian Aadnevik
Kristian Aadnevik, né le 10 janvier 1978, est un créateur de mode norvégien établi à Londres, au Royaume-Uni, et diplômé du Royal College of Art en 2002.

## Biographie
Aadnevik est né à Bergen en Norvège. Après avoir suivi des études à Bergen Yrkesskole, il décide de déménager afin de suivre un Master of Arts au prestigieux Royal College of Art où il reçoit récompensés par la suite à plusieurs reprises. Il travaille également notamment en tant que styliste assistant pour Alexander McQueen.

## Carrière

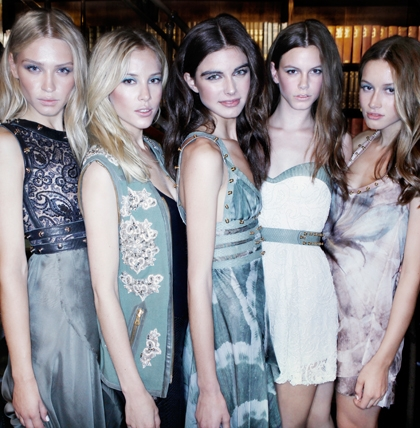
Kristian Aadnevik backstage SS13 London Fashion Week.

Aadnevik crée son propre label en 2004 et présente sa première collection la même année lors de la London Fashion Week. D'autre part, il crée également des collections pour des marques internationales telles que Charles Jourdan Paris pour le Japon, Harrods International et est également senior fashion designer pour Roberto Cavalli.
En 2007, Aadnevik est choisi pour être l'un des cinq stylistes participant au « Projet Protégé », une initiative d'Australian Wool Innovation, ce qui lui permet d'être sélectionné en tant que protégé de Donatella Versace. À la suite de ce projet, il a présenté sa collection automne/hiver 2008 lors de la Milan Fashion Week où ses créations ont eu un immense succès[réf. nécessaire], au point d'être qualifié nouveau talent le plus prometteur de l'automne 2008 selon Style.com.
Aadnevik a habillé de nombreuses célébrité dont notamment Beyoncé, Nicole Scherzinger, Selena Gomez, Kelly Rowland, Cheryl Cole, Britney Spears, Rihanna, Pixie Lott, Daisy Lowe ou encore Dita von Teese. Il a d'ailleurs habillé la chanteuse britannique Estelle pour son single American Boy et, plus récemment, la jeune artiste Selena Gomez pour son clip Come and Get It.